# Kokain-Rusen
Kokain-Rusen er en dansk stumfilm fra 1925, der er instrueret af Carl Alstrup efter manuskript af Aage Brandt.

## Handling
Denne artikel mangler et handlingsreferat. Hjælp os med at skrive det.